# Liste der Bodendenkmale in Wiershop
In der Liste der Bodendenkmale in Wiershop sind die Bodendenkmale der Gemeinde Wiershop nach dem Stand der Bodendenkmalliste des Archäologischen Landesamts Schleswig-Holstein von 2016 aufgelistet.
| Denkmal-ID           | Befundart           | Bezeichnung | Zeitstellung                 | Lage | Bemerkungen | Bild |
| -------------------- | ------------------- | ----------- | ---------------------------- | ---- | ----------- | ---- |
| aKD-ALSH-Nr. 001 126 | Grabmal > Grabhügel | Grabhügel   | Vor- und/oder Frühgeschichte |      |             |      |
| aKD-ALSH-Nr. 001 127 | Grabmal > Grabhügel | Grabhügel   | Vor- und/oder Frühgeschichte |      |             |      |
| aKD-ALSH-Nr. 001 128 | Grabmal > Grabhügel | Grabhügel   | Vor- und/oder Frühgeschichte |      |             |      |
| aKD-ALSH-Nr. 001 129 | Grabmal > Grabhügel | Grabhügel   | Vor- und/oder Frühgeschichte |      |             |      |
| aKD-ALSH-Nr. 001 130 | Grabmal > Grabhügel | Grabhügel   | Vor- und/oder Frühgeschichte |      |             |      |